# AEG
La Allgemeine Elektricitäts-Gesellschaft (AEG), en español Compañía General de Electricidad, era una empresa eléctrica alemana fundada en 1883 por Emil Rathenau, que en ese año adquirió la licencia de las patentes de Thomas Alva Edison en Alemania. La empresa, en principio, se llamó Compañía Edison de Alemania. Luego en 1887, ese nombre cambió a Compañía General de Electricidad (Allgemeine Elektrizitäts-Gesellschaft).
En los comienzos la empresa se dedicó a la fabricación de calentadores de agua eléctricos, planchas eléctricas, teteras eléctricas y otros aparatos.
A partir de 1907, comenzó a trabajar como asesor el diseñador Peter Behrens, que diseñó la imagen corporativa de la empresa, los edificios de sus fábricas y una serie unificada y sistémica de productos eléctricos además de la famosa AEG Turbinenhalle de Berlín.
La compañía fue disuelta en 1996, aunque la marca AEG sigue siendo utilizada por Electrolux, empresa que adquirió los derechos de la marca.

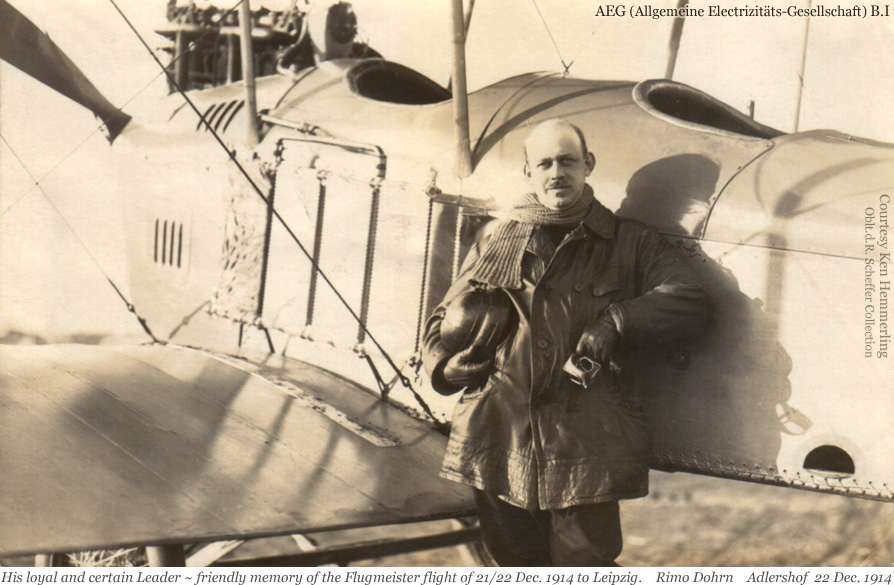
Avión AEG BI (Fotografía de 1914).